# Bigalı Mehmet Çavuş

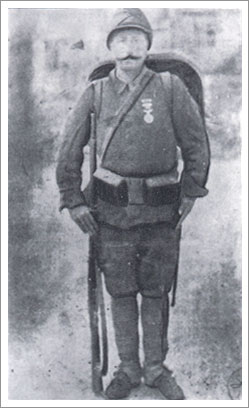
Bigalı Mehmet Çavuş

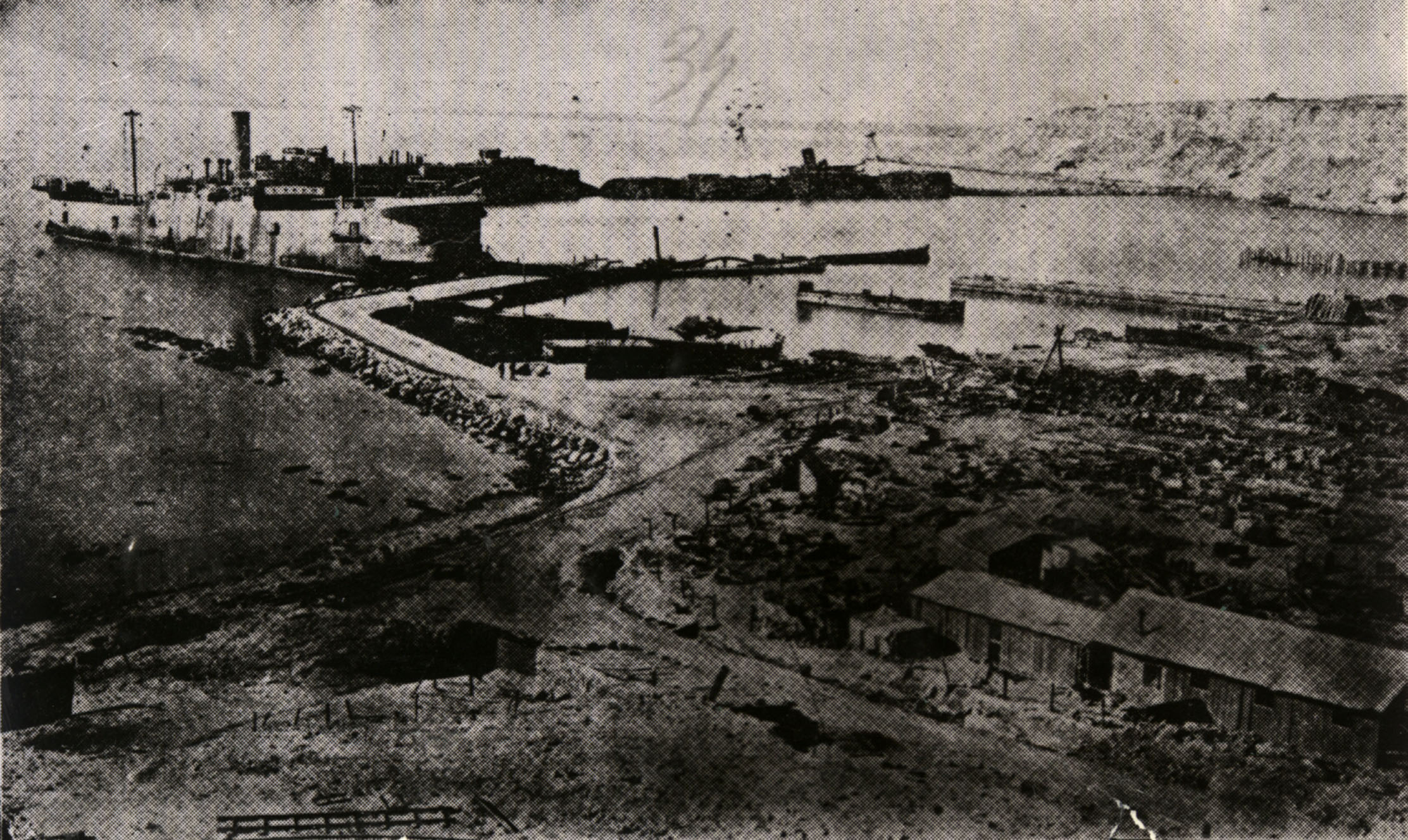
Britische Landung an der Festung Sedd el Bahr während der Schlacht von Gallipoli im Jahr 1915

Bigalı Mehmet Çavuş (* 1878 in Plowdiw; † 3. Februar 1964 in Bahçeli bei Biga) war ein osmanischer Soldat im Range eines Çavuş (Sergeant), der bei der Schlacht von Gallipoli im Ersten Weltkrieg kämpfte. Sein Name wurde zum Eponym „Mehmetçik“ (dt. „Kleiner Mehmet“), das für die osmanischen Soldaten genutzt wird.

## Leben
Bigalı Mehmet Çavuş wurde 1878 im bulgarischen Plowdiw geboren, das zu dieser Zeit Teil des Osmanischen Reiches war. Während des Russisch-Osmanischen Krieges in den Jahren  1877/78 nahmen die Russen die Stadt in der Schlacht von Plowdiw ein und die Familie emigrierte nach Anatolien in das Dorf Bahçeli bei Biga.
Mehmet Çavuş kämpfte schon in den Balkankriegen und in der Schlacht von Gallipoli. Er war am Strand vor der Festung Sadd al-Bahr (türkisch Seddülbahir Kalesi) und den Artillerie-Batterien der Halbinsel stationiert. Dort kämpfte er gegen die Landung der britischen Truppen.
Um 14:45 Ortszeit am 4. März 1915 bombardierten fünf Kriegsschiffe und sieben Torpedoboote der Alliierten die Festung. 60 britische Soldaten landeten in drei Booten unter dem Geschützfeuer von Mitrailleusen, um die osmanische Festung einzunehmen und damit eine sichere Durchfahrt durch die Dardanellen zu gewährleisten. Obwohl die Osmanen die Artillerie zurückzogen, beließen sie eine kleine Truppe unter Führung von Mehmet Çavuş bei der Festung. Die Gruppe war Teil des 27. Regiments der 10. Division unter dem Kommando von Oberst Halil Sami Bey, der für die Verteidigung der Region zuständig war. Die 30 türkischen Soldaten waren nur mit Gewehren und Granaten bewaffnet.
Während der dreistündigen Schlacht wechselten die Osmanen ständig ihre Stellung in der Festung, um eine größere Anzahl von Kämpfenden vorzutäuschen. So landeten keine weiteren Truppen der Alliierten mehr am Strand. Während der Kämpfe brach Mehmets Büchsenlauf. Er warf das zerborstenen Gewehr in Richtung Feind und attackierte sie mit Steinen. Mehmet Çavuş wurde dabei am Kopf und an der rechten Brust verletzt. Als die Kameraden sahen, dass Mehmet Çavuş nur mit Steinen gegen den Feind kämpfte, gaben sie die Deckung auf. Die gegnerischen Truppen gaben auf und zogen sich auf die Schiffe zurück, als die Osmanen mit Bajonetten näherrückten. Als die Osmanen am Abend in die Festung einrückten, waren sechs osmanische Soldaten tot, 13 verwundet und nur 12 konnten weiterkämpfen.
Mithat Atabay, Kommandierender der 19. Division in Haraptepe, schrieb einen Bericht an den Kommandanten der Dardanellen-Festungen Cevat Pascha und empfahl eine Auszeichnung für Mehmet Çavuş. Der stellvertretende Oberbefehlshaber Enver Pascha besuchte Mehmet Çavuş im Militärkrankenhaus in Çanakkale und verlieh ihm die osmanische Kriegsmedaille Eiserner Halbmond.
Mehmet Çavuş diente insgesamt 16 Jahre in der Armee. Nach dem Ende seiner militärischen Karriere kehrte er in sein Dorf zurück. Eine Kriegsrente lehnte er ab. Er starb im Alter von 86 Jahren am 3. Februar 1964 und wurde neben seiner Frau bestattet.

## Ehrungen
Es wird angenommen, dass „Mehmetçik“ als Synonym für osmanische Soldaten auf seinen Namen zurückzuführen ist. 2017 wurde seine Grabstätte in ein marmornes Monumentalgrab umgebaut und mit einer erklärenden Infotafel versehen.